# Innocenta
Innocenta, Innocentyna – żeński odpowiednik imienia Innocenty
Innocenta, Innocentyna imieniny obchodzi 16 września.
Znane osoby noszące to imię:
- Marie Trintignant, właśc. Marie Joséphine Innocente Trintignant –  francuska aktorka filmowa i telewizyjna